# استانداری تهران
استانداری تهران یک نهاد مرتبط سازمان امور اداری کشور و نماینده دولت جمهوری اسلامی ایران در استان تهران است که در شهر تهران واقع شده است.

## فرمانداری‌ها
- فرمانداری شهرستان اسلام‌شهر‏
- فرمانداری شهرستان بهارستان‏
- فرمانداری شهرستان پاکدشت‏
- فرمانداری شهرستان پردیس‏
- فرمانداری شهرستان پیشوا‏
- فرمانداری شهرستان تهران‏
- فرمانداری شهرستان دماوند‏
- فرمانداری شهرستان رباط‌کریم‏
- فرمانداری شهرستان ری‏
- فرمانداری شهرستان شمیرانات‏
- فرمانداری شهرستان شهریار‏
- فرمانداری شهرستان فیروزکوه‏
- فرمانداری شهرستان قدس
- فرمانداری شهرستان قرچک
- فرمانداری شهرستان ملارد
- فرمانداری شهرستان ورامین[۲]

## بودجه استانی
استان تهران در سال ۱۳۹۹، ۸۰۵۷۵ میلیارد تومان درآمد و ۲۹۴۵۹ میلیارد تومان هزینه داشته است. استان تهران در سال ۱۳۹۹، ۳۱٬۳۸۰ میلیارد تومان معادل ۱۴/۱ درصد از بودجه کشور را به خود اختصاص داده است که بیشترین سهم از بودجه کشور است.